# Pravda o vodě
Pravda o vodě je projekt, který vznikl s cílem přivést pozornost občanů, zastupitelů měst a obcí a zástupců Parlamentu České republiky a Vlády ČR k dění kolem distribuce vody ve městech a obcích, a kolem hospodaření s vodou, a spustit proces převzetí kontroly nad obchodem a hospodařením s vodou zpět ze soukromého vlastnictví do rukou měst a obcí, obdobně jako tento proces probíhá ve Francii, Německu či Itálii. Ve světě bývá tento proces označován např. deprivatization (anglicky), remunicipalisation (francouzsky), Rekommunalisierung (německy).
Má za cíl spustit proces vrácení hospodaření s vodou zpět do rukou měst a obcí, a tím znovunabytí kontroly nad vodními zdroji, peněžními toky a nad zisky z vody veřejnoprávním sektorem.
Jde o investigativní projekt, který se podílí na rozkrytí významných privatizačních kauz ve vodárnách, a současně ukazuje reálné srovnání důsledků realizovaných priorit vodáren v rukou obcí oproti vodárnám v rukou zahraničních koncernů. Pravda o vodě vytváří trvalý informační kanál o vodárnách, ceně vody, prioritách měst i koncernů, a podporuje informovanost zastupitelů i občanů v otázkách skutečného dění ve vodárenství České republiky a v zahraničí.
Mezi tváře projektu patří makroekonom a vodárenský konzultant Ing. Radek Novotný a dlouholetý předseda představenstva okresní vodárny Vodovody a kanalizace Přerov, a.s., MUDr. Michal Chromec.
Projekt si dal za cíl informovat o problematice hospodaření s vodou v ČR a v zahraničí, spuštění celospolečenské diskuse k distribuci vody, prosazení veřejného zájmu v hospodaření s vodou, prosazení legislativního ošetření toho, aby ten, kdo financuje vodárenskou infrastrukturu, prioritně inkasoval zisk z prodeje vody, ukončení vazalských smluv a vrácení distribuce vody zpět do rukou příslušných samospráv.

## Nadační fond
Nadační fond Pravda o vodě (NFPOV) je česká nestátní nezisková nadace založená 7. března 2018, která se věnuje aktivismu a advokacii v souvislosti s veřejným zájmem na zdravých vodních zdrojích.

### Historie
Fond byl založen Radkem Novotným v roce 2018 v reakci na dosažení pravomocných rozsudků se společnostmi Vodovody a kanalizace Zlín, Vodovody a kanalizace Pardubice, Vodárny Kladno-Mělník, Vodovody a kanalizace Břeclav a dalšími, prokazujících neetické jednání a porušování zákonů vedoucí k protiprávnímu vyvedení monopolu prodeje vody do rukou zahraničních korporací. Dalším důvodem byly nálezy Ústavního soud ČR, potvrzující, že v daných vodárenských kauzách došlo k porušení ústavního práva na spravedlivý proces a k soudní zvůli ze strany soudců Nejvyššího soudu.

### Cíle a mise
Hlavním cílem fondu je prosazovat spravedlivou správu vody a ochranu zájmů a priorit občanů. Fond usiluje o ukončení vyvádění zisků z prodeje vody a vrácení kontroly nad vodou zpět do rukou občanů, tzn. do vodáren v rukou měst. Strategiemi pro dosažení tohoto cíle jsou osvětová činnost, informování politických představitelů, získání a zveřejňování relevantních soudních rozhodnutí, boj proti korupci a zapojení občanů do občanské společnosti a do procesu obrany vody. Nadace dokumentuje práci Krajského soud v Brně ve vodárenských kauzách. Vrchní soud v Olomouci ve vodárenské kauze Vaku Zlín rozhodování odebral soudkyni, protože opakovaně vydávala nepřezkoumatelná usnesení.

### Financování
Jedná se o nestátní neziskovou organizaci. Jeden z projektů v rámci podpory občanské společnosti byl spolufinancován nadací Open Society Fund v programu Active Citizens Fund. Nadace pravidelně zveřejňuje výroční zprávy o svém financování a činnosti.

### Aktivity

#### Investigativní činnost:
- Dokumentuje protiprávní činnost organizovaných skupin osob v České republice a fakta, že při této činnosti s nimi kooperují i vrcholoví politici. Zveřejňuje, jak podobné jednání řeší ve Francii nebo v Německu.[8]
- Informování politiků: Informuje politiky v Parlamentu České republiky o tom, co se provádí kolem vody a vodáren.[9]
- Občanská společnost: Podporuje vytváření legitimního občanského tlaku na nápravu přes petici.[10] Informuje o místních referendech, kde se občané vyslovují k otázkám provozování vodárenství.
- Spolupráce: Spolupracuje s řadou institucí a organizací, včetně Nadace Open Society Fund Praha[11] nebo Českého centra fundraisingu.[12] Spolupracuje s Poslaneckou sněmovnou.[13]  O problémech vodárenství informuje Senát ČR.[14]
- Publikace dat a rozsudků: Formou datové žurnalistiky zpracovává a zdarma zpřístupňuje vyjádření stran vodárenských sporů, rozsudky, stanoviska státních zástupců, usnesení nejvyšších i ústavních soudců.[15] Publikuje i strategické žaloby proti účasti veřejnosti[16] a obranu proti nim[17].